# Xã Wabash, Quận Clark, Illinois
Xã Wabash (tiếng Anh: Wabash Township) là một xã thuộc quận Clark, tiểu bang Illinois, Hoa Kỳ. Năm 2010, dân số của xã này là 2.257 người.